# Kimberley Jones
Kimberley Jones é uma personagem do filme 007 Na Mira dos Assassinos, décimo-quarto da série cinematográfica de James Bond e último com Roger Moore no papel do espião britânico. Ela é interpretada nas telas pela atriz e Miss Mundo 1977 Mary Stävin.

## Características
Com uma pequena participação no início do filme, loira e atraente, Kimberley é uma agente de campo do MI-6 que dá suporte à fuga de James Bond ao fim de uma missão na Sibéria, como piloto de um submarino camuflado.

## No filme
No início do filme, James Bond recupera um microchip do agente 003 morto pelos russos durante uma missão na Sibéria e foge de esqui pelas montanhas geladas perseguido por vários soldados russos de esquis e de helicóptero. Ao chegar a um lago semicongelado, é resgatado por um pequeno submarino disfarçado de iceberg. Dentro dele, é recebido pela piloto e agente do MI-6 Kimberley Jones, que lhe cobra a demora, ao que ele responde que "o engarrafamento no trânsito estava grande". Jones então comunica-se pelo rádio com M em Londres avisando que Bond cumpriu a missão e estão reornando. Sentado no pequeno sofá da cabine, o agente saca uma garrafa de vodka e uma lata de caviar roubada dos russos e pede que ela arranje dois copos. Quando ela está de pé, Bond muda de ideia e empurra com força a alavanca acelerando repentinamente o barco e Kimberley cai deitada ao seu lado no sofá, onde 007 a abraça, a beija e diz que serão cinco longos dias até o Alaska.

## Atriz
Mary Stävin, uma sueca ex-Miss Mundo, participou também numa ponta do filme anterior, 007 contra Octopussy, como uma das garotas do circo de Octopussy.